# Discografia lui Petrică Moțoi
Discografia cântărețului Petrică Moțoi cuprinde câteva apariții pe discuri de ebonită ce prezintă înregistrări realizate în perioada 1928-1937 în țară (la București).
Discurile cântărețului au fost înregistrate la casele de discuri His Master's Voice, Edison Bell Electron și Electrecord.

## Discografie
Înregistrările violonistului Petrică Moțoi au fost realizate în perioada 1928-1943 la București, la diferite case de discuri și la Radio România.

### DiscuriHis Master's Voice
| An   | Număr de catalog | Format                 | Piese                                                              | Acompaniament         |
| 1928 | AM 1977          | shellac, 25 cm, 78 RPM | Hora lui Barbu Ciolacu Sârba de la Nămoaia                         | orchestra Petre Moțoi |
| 1928 | AM 1978          | shellac, 25 cm, 78 RPM | Hora lui Moțoi (c. Petre Moțoi - arr. Alex. Leon) Sârba lui Bârlan | orchestra Petre Moțoi |
| 1928 | AM 1979          | shellac, 25 cm, 78 RPM | Hora lui Niculiță Sârbă Ploieșteancă                               | orchestra Petre Moțoi |
| 1928 | AM 1980          | shellac, 25 cm, 78 RPM | Hora lui Ispas Calu Bălan / Ș-o bibilico                           | orchestra Petre Moțoi |
| 1928 | AM 1981          | shellac, 25 cm, 78 RPM | Hora lui Plesneanu Hora lui Tilifan                                | orchestra Petre Moțoi |
| 1928 | AM 1982          | shellac, 25 cm, 78 RPM | Hora Săbărească Hora lui Dobrică                                   | orchestra Petre Moțoi |

### Discuri Edison Bell
| An   | Număr de catalog | Format                 | Piese                                     | Acompaniament         |
| 1928 | R 1125           | shellac, 25 cm, 78 RPM | Chanson Abandon                           | orchestra Petre Moțoi |
| 1928 | R 1126           | shellac, 25 cm, 78 RPM | Haz en el crepus calo Tamita sa (tango)   | orchestra Petre Moțoi |
| 1928 | R 1131           | shellac, 25 cm, 78 RPM | Hora lui Moțoi Pe sub fereastră (romanță) | orchestra Petre Moțoi |
| 1929 | 934              | shellac, 20 cm, 78 RPM | In The Twilight                           | orchestra Petre Moțoi |

### DiscuriElectrecord
| An   | Număr de catalog | Format                 | Piese                                                                           | Acompaniament         |
| 1937 | 1115             | shellac, 25 cm, 78 RPM | Doine și jocuri din Ardeal Anicuța neichii dragă și Sârba lui Fănică din Găești | orchestra Petre Moțoi |
| 1937 | 1122             | shellac, 25 cm, 78 RPM | O seară la Moțoi                                                                | orchestra Petre Moțoi |

### ÎnregistrăriRadio România
| An   | Matriță       | Format                 | Piese                                                 | Acompaniament           |
| 1942 | RD 172 RD 173 | shellac, 25 cm, 78 RPM | Oleandru Cârlănuța și Fata popei                      | orchestra Petrică Moțoi |
| 1942 | RD 174 RD 175 | shellac, 25 cm, 78 RPM | Arcanul și Bătuta pe picior Țigăneasca și Hărmășărelu | orchestra Petrică Moțoi |